# Tomáš Suslov
Tomáš Suslov (*7. června 2002 Spišská Nová Ves) je slovenský profesionální fotbalista, který hraje na pozici ofensivního záložníka či křídelníka v italském klubu Hellas Verona FC a ve slovenské fotbalové reprezentaci.

## Klubová kariéra
V roce 2018 zamířil z akademie Tatranu Prešov do mládeže tradičního účastníka holandské Eredivisie, do FC Groningenu, kde se postupnými kroky probojoval do A-týmu na začátku sezóny 2020/21. V nizozemské nejvyšší soutěži odehrál svůj první zápas 13. září 2020, když po úvodní půlhodině vystřídal nizozemskou fotbalovou legendu Arjena Robbena v prvním zápase sezóny proti PSV Eindhoven. Ve svém debutním utkání se střelecky prosadil v 53. minutě, po asistenci Jørgena Larsena; prohře 1:3 však zabránit nedokázal.
V téže sezóně se stal stabilním členem základní sestavy. Dne 21. února 2021 vstřelil svoji druhou profesionální branku, a to v 23. kole Eredivise do sítě SC Heerenveenu.

## Reprezentační kariéra
Ve slovenské reprezentaci debutoval 18. listopadu 2020 v zápase Ligy národů proti České republice. V 62. minutě vystřídal Alberta Rusnáka.